# Tadeusz Świerczewski
Tadeusz Józef Świerczewski (ur. 9 września 1942 w Warszawie) – polski architekt, działacz opozycji demokratycznej w PRL.

## Życiorys

### Wykształcenie i praca zawodowa
W 1964 ukończył studia na Wydziale Architektury i Budownictwa Politechniki Wrocławskiej. W 1972 został absolwentem studiów podyplomowych na tej uczelni, a w 2000 ukończył także Papieski Wydział Teologiczny.
Od 1964 do 1976 pracował we wrocławskim Przedsiębiorstwie Montażu Urządzeń Chłodniczych i Chemicznych „MOSTOSTAL” jako kierownik Działu Produkcji oraz projektant. W 1976 został zatrudniony jako główny projektant na Akademii Medycznej w Pracowni Projektowej, gdzie pracował do 1982. W latach 90. był rzeczoznawcą budowlanym oraz prowadził własną pracownię projektową. W 2000 został rzeczoznawcą ochrony i konserwacji obiektów zabytkowych. W 2003 założył swoją pracownię projektową.

### Działalność opozycyjna w PRL
Od 1979 do 1980 był związany z podziemnym wydawnictwem „Biuletyn Dolnośląski”, współpracował również, jako kolporter, z nielegalnym wydawnictwem NoWa. W sierpniu 1980 uczestniczył w zakładaniu komitetów strajkowych na Dolnym Śląsku. Był działaczem NSZZ „Solidarność”, delegatem Regionu Dolny Śląsk.
Po wprowadzeniu stanu wojennego 13 grudnia 1981 był współzałożycielem Regionalnego Komitetu Strajkowego NSZZ „Solidarność” i jednym z jego najaktywniejszych działaczy oraz więźniem politycznym (uniewinniony w 1984). 13 grudnia 1981 w swoim domu zmontował wraz z Kornelem Morawieckim i zespołem redakcyjnym wydawnictwa Z Dnia na Dzień drukarnię. Używał pseudonimów „Rustejko”, „Orsza”, „Brat”. Był organizatorem sieci wrocławskich zakładów w ramach Regionalnego Komitetu Strajkowego. Prowadził m.in. szkolenia (nauka pisania i drukowania na ramkach) w największych wrocławskich zakładach: Hutmen, Fadroma, FAT, Pilmet, Polar. Współpracował z Radiem Solidarność.
Był jednym z organizatorów „Grupy radiowców”, tajnej struktury podziemnej pod kontrolą Kornela Morawieckiego, jak i struktury kontrwywiadu SW. Wchodził w skład redakcji „Z Dnia na Dzień”), zajmując się m.in. ochroną jej członków. Był jednym z współzałożycieli organizacji Solidarność Walcząca i pomysłodawcą jej nazwy. Uczestniczył w powoływaniu oddziałów SW w Gdańsku, Warszawie i Poznaniu.
Decyzją nr 65/05 z dnia 21 kwietnia 2005 roku Prezes Instytutu Pamięci Narodowej Komisji Ścigania Zbrodni przeciwko narodowi Polskiemu prof. dr hab. Leon Kieres potwierdził, że: "Pan Tadeusz Świerczewski s. Stanisława, ur. 9 września 1942 r. w Warszawie, przebywał bez wyroku: w areszcie śledczym UB we Wrocławiu i w więzieniu we Wrocławiu w okresie od 5 października 1982 r. do 25 lipca 1984 r., w areszcie śledczym UB we Wrocławiu w okresie od 30 sierpnia 1984 r. do 1 września 1984 r, oraz w areszcie śledczym UB we Wrocławiu w okresie od 1 maja 1986 r. do 2 maja 1986 r. za działalność polityczną.".

## Odznaczenia
- 1997 Krzyż Semper Fidelis
- 2007 Krzyż Komandorski Orderu Odrodzenia Polski – nadany przez prezydenta Lecha Kaczyńskiego za „wybitne zasługi w działalności na rzecz przemian demokratycznych w Polsce, za osiągnięcia w podejmowanej z pożytkiem dla kraju pracy zawodowej i społecznej”[5]
- 2010 Krzyż Solidarności Walczącej[6]
- 2013 Medal „Pro Patria" – nadany przez Kierownika Urzędu ds. Kombatantów i Osób Represjonowanych
- 2016 Krzyż Wolności i Solidarności – nadany przez prezydenta Andrzeja Dudę
- 2016 Medal „Niezłomni” – nadany przez Zarząd Regionu NSZZ „Solidarność” Dolny Śląsk